# Ponte dell'Accademia
Il ponte dell'Accademia è il più meridionale dei quattro ponti di Venezia che attraversano il Canal Grande. Collega San Vidal all'ex Chiesa di Santa Maria della Carità.

## Storia
Nei diciotto anni dell'ultima dominazione austriaca (1848-1866) fu compiuta la più importante innovazione urbanistica di Venezia. Il Ponte di Rialto era stato per trecento anni l'unico punto di attraversamento pedonale sul Canal Grande: proprio in quegli anni si sentì l'esigenza di due ulteriori attraversamenti, uno in corrispondenza della nuova stazione ferroviaria, l'altro verso sud, all'estremità opposta del canale.
Nel 1838 l'architetto Giuseppe Salvadori avanzò varie proposte, una delle quali prevedeva un tunnel sotto il canale, al fine di non creare problemi al passaggio delle imbarcazioni alberate. Dopo un'interruzione dovuta ai moti insurrezionali del 1848 contro il governo austriaco, nel 1852 l'ingegnere inglese Alfred Neville, che aveva già diretto la costruzione di 37 ponti sospesi in ferro in Europa, propose un ponte di una sola travata orizzontale di 50 m di luce.
Questo ponte, chiamato Ponte della Carità, venne subito realizzato e aperto al pubblico, a pedaggio, il 20 novembre 1854. Il nome derivava dal vicino complesso della Carità che comprende Convento, Chiesa di Santa Maria della Carità e Scuola Grande della Carità. Questi edifici, sconsacrati e in disuso, sono diventati poi sede dell'Accademia di belle arti di Venezia e attualmente ospitano le Gallerie dell'Accademia.
Lo stesso Neville realizzò un'analoga struttura davanti alla stazione ferroviaria. Queste strutture non furono ben accette dai veneziani, perché lo stile marcatamente "industriale" strideva nel contesto dell'architettura cittadina; la loro altezza di soli 4 metri creava inoltre difficoltà al passaggio delle imbarcazioni. In ogni caso, il traffico pedonale si inserì stabilmente sul loro solco.
Il ponte iniziò dopo alcuni anni a presentare problemi statici, per la debolezza di alcuni punti della struttura, e nel periodo fascista presentava ormai preoccupanti segni di deperimento e corrosione. Nell'attesa della costruzione di un nuovo ponte in pietra, per il quale era stato indetto un concorso nazionale vinto dal progetto di Duilio Torres (architetto) e Ottorino Bisazza (ingegnere), venne costruito in soli 37 giorni un ponte provvisorio in legno progettato da Eugenio Miozzi (1889-1979), che venne aperto al pubblico il 15 febbraio 1933. All'epoca dell'inaugurazione, era il più grande ponte ad arco in legno di tutta Europa.

### Ricostruzione (1984-1986)
Il legno del ponte ha bisogno tuttavia di una manutenzione continua e molto costosa. Tra il 1984 e il 1986 il ponte è stato ricostruito su progetto di Giulio Ballio, Giuseppe Creazza, Luciano Jogna e Giancarlo Turrini. La nuova struttura è stata realizzata in acciaio, relegando il legno al ruolo di rivestimento, se si escludono alcuni elementi di sostegno della scalinata e dell'impalcato.
Il legname impiegato ha però negli anni mostrato segni di rapido degrado e in varie occasioni si è presa in considerazione la possibilità di sostituirlo, realizzando il ponte definitivo sul progetto vincitore di Torres e Bisazza.

### Restauro (2017-2018)
Nel 2009 il Comune di Venezia ha pubblicato un bando di gara per l'affidamento della sponsorizzazione, attraverso la quale finanziare il progetto di restauro del ponte, mantenendo la struttura metallica portante e rifacendo con uguale materiale la parte di legno.
La scelta di una ricostruzione è stata dettata dagli eccessivi costi di manutenzione, ordinaria e straordinaria, che la struttura in legno richiede.
La gara per la realizzazione dell'opera fu bandita solo nel 2016 e i lavori progettati dall'ing. Antonio Pantuso, con la consulenza del prof. Franco Laner per le parti di legno, iniziarono nel 2017, per concludersi con l'inaugurazione dell'opera restaurata il 28 agosto 2018.

## Galleria d'immagini

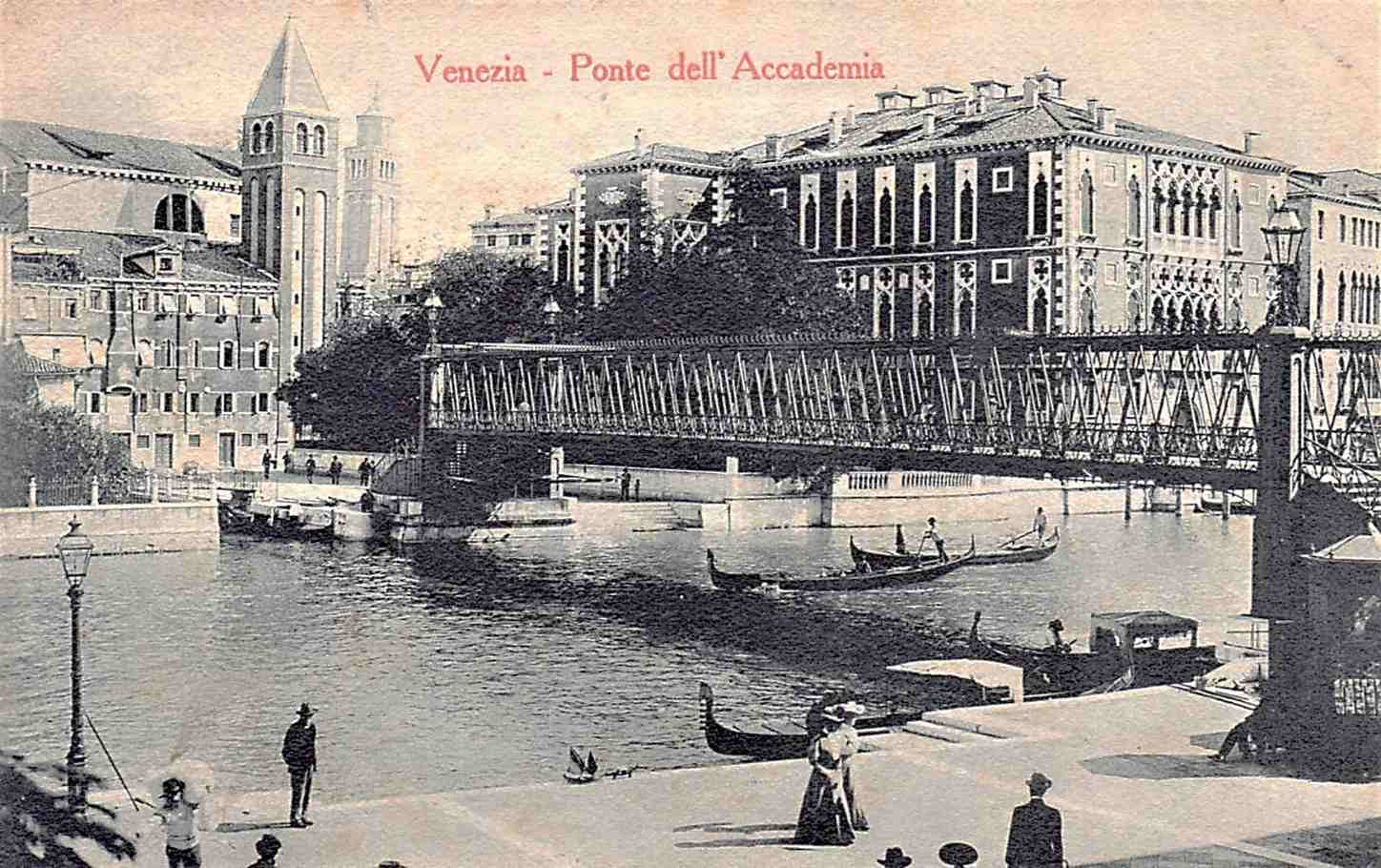
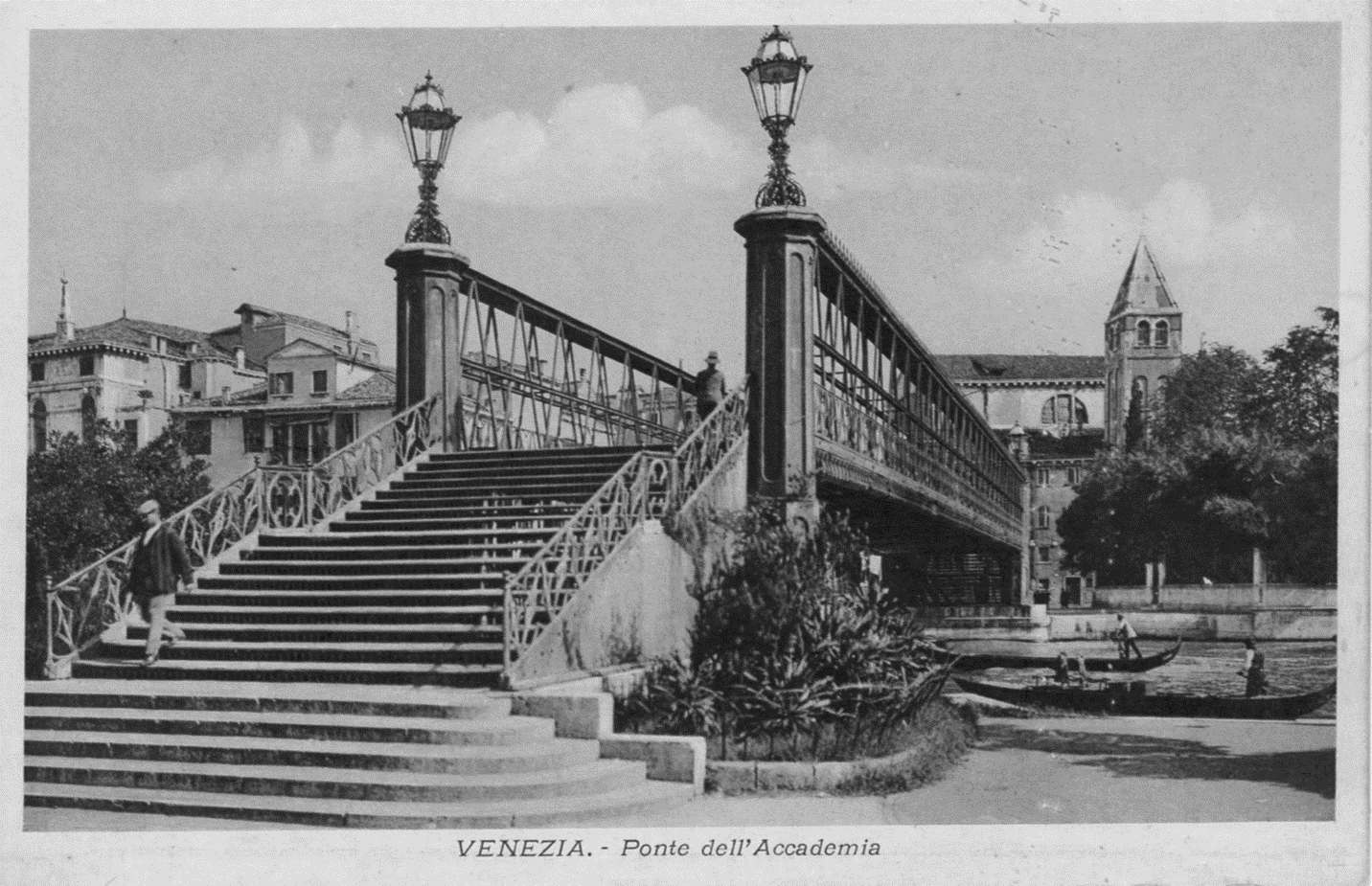
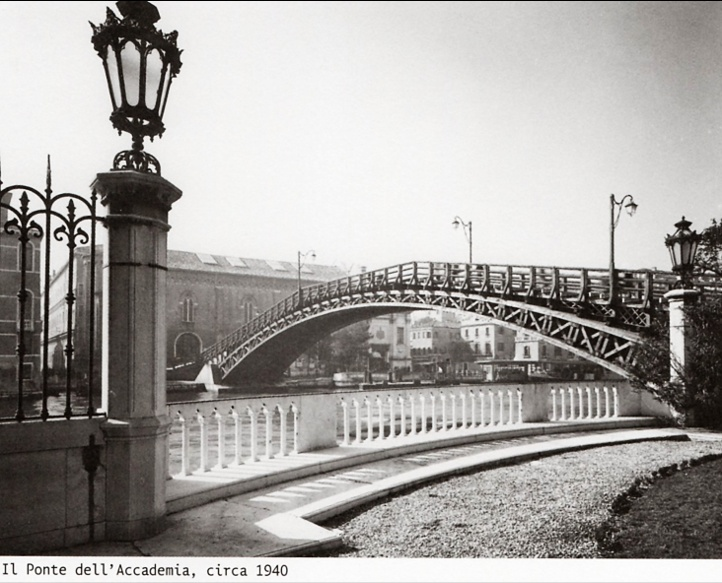
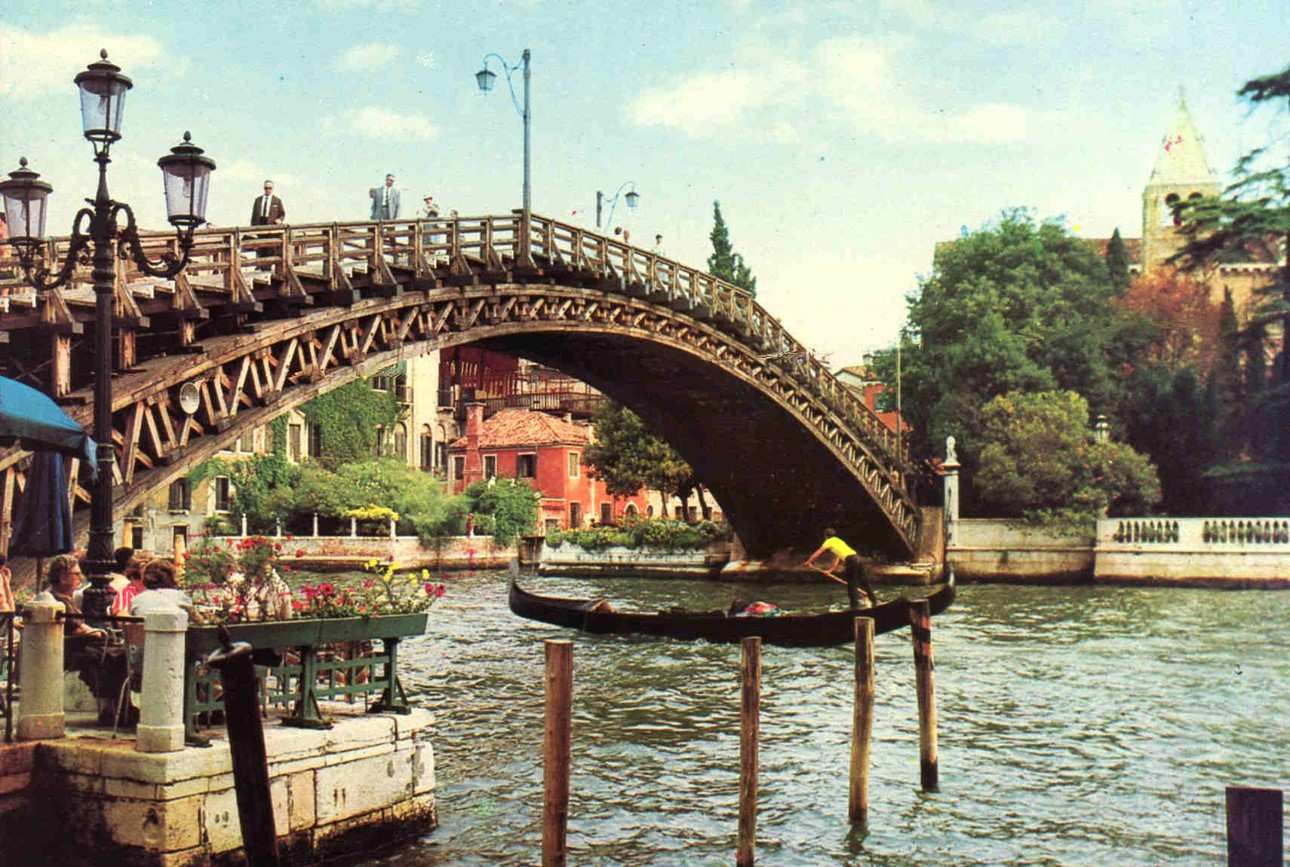
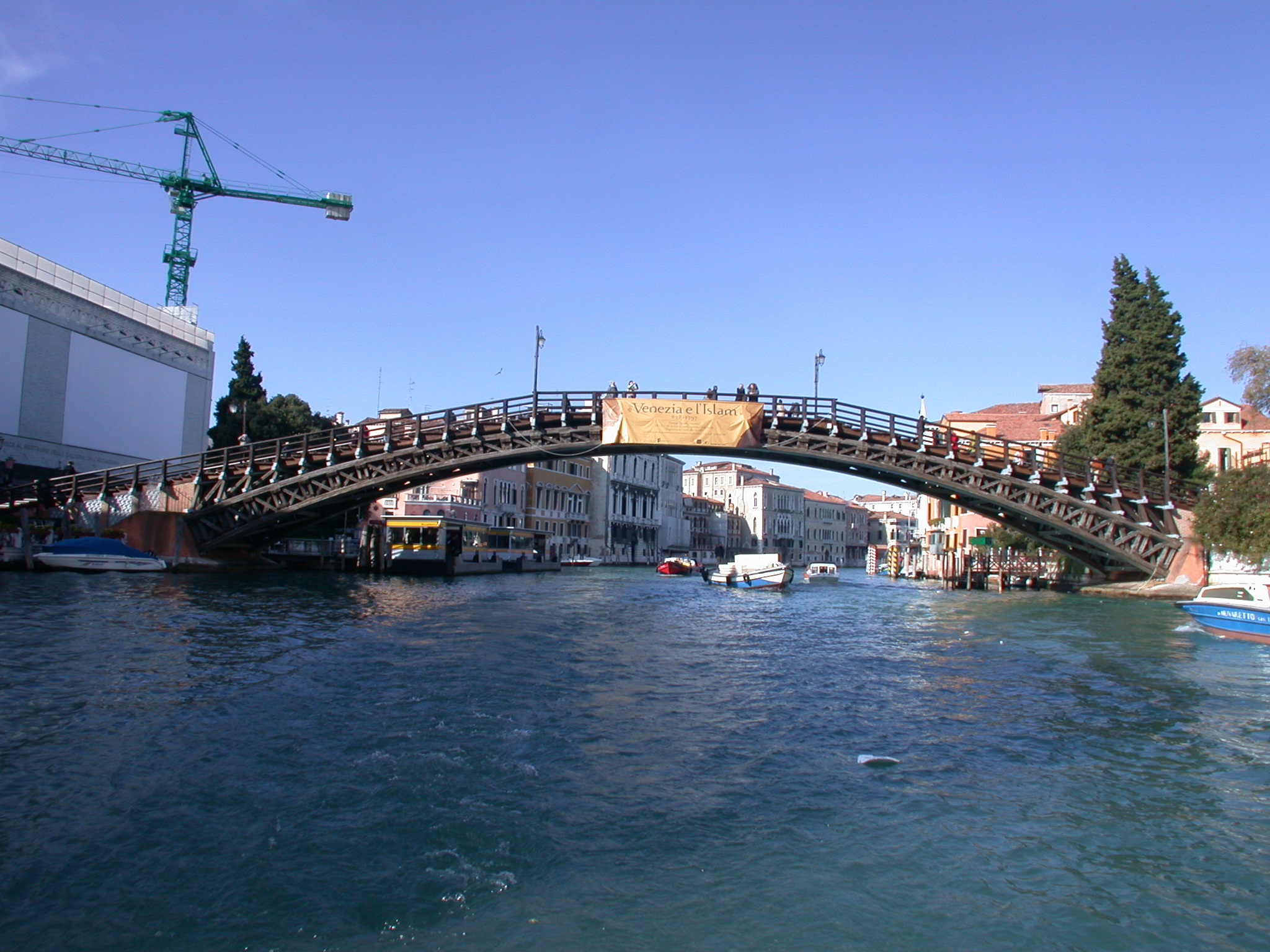
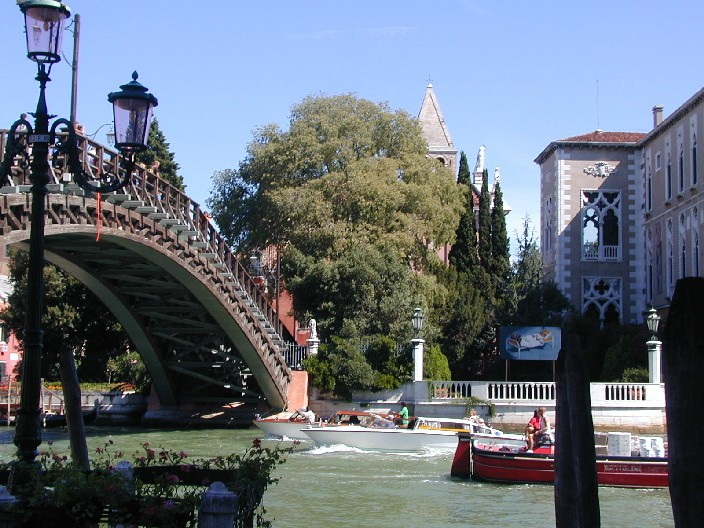
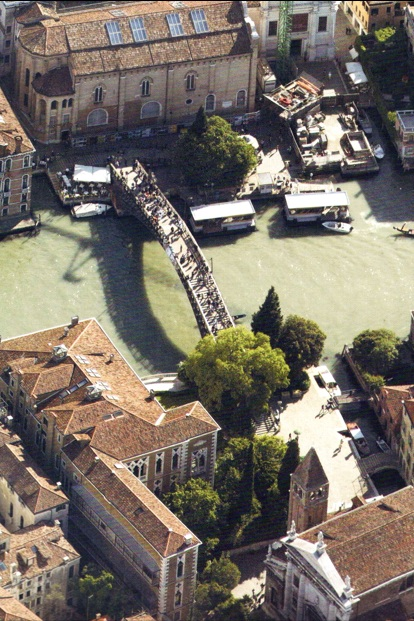